# Stopień dyspersji
Stopień dyspersji, stopień rozdrobnienia, stopień rozproszenia – stosunek powierzchni fazy rozproszonej do objętości tej fazy.
Parametr ten określany jest wzorem:
{\displaystyle \delta =s/v,}
gdzie:
- {\displaystyle \delta } – stopień dyspersji,
- {\displaystyle s} – powierzchnia fazy rozproszonej,
- {\displaystyle v} – objętość fazy rozproszonej.

Dla cząstek kulistych stopień dyspersji cząstek powiązany jest z ich promieniem, zgodnie z równaniem:
{\displaystyle \delta =3/r,}
gdzie:
- {\displaystyle r} – promień cząstki kulistej (lub promień zastępczy cząstki o innym kształcie).

Od stopnia dyspersji zależy, czy układ nazywa się roztworem, koloidem czy zawiesiną.